# Луэльва
Луэльва (норв. Loelva; Ална или Альна, норв. Alna) — река в Норвегии. Протекает по территории фюльке Акерсхус и Осло. Впадет в Осло-фьорд.
Длина реки составляет 23,66 км. Течёт в основном на юг, в нижнем течении поворачивает на запад. Площадь водосборного бассейна — 68,59 км². Объём годового стока — 34,54 млн м³.
Начинается на высоте примерно 405 м над уровнем моря около границы фюльке Акерсхус и Осло. В верхнем течении пересекает несколько озёр, крупнейшим из которых является Алншёэн. Луэльва вытекает из него с восточной стороны на высоте 238 м над уровнем моря и через 15 км впадает в бухту Бунне-фьорд на северо-востоке Осло-фьорда южнее Старого города Осло.